# Acanthochondria vancouverensis
Acanthochondria vancouverensis är en kräftdjursart som beskrevs av Zbigniew Kabata 1984. Acanthochondria vancouverensis ingår i släktet Acanthochondria och familjen Chondracanthidae. Inga underarter finns listade i Catalogue of Life.